# Phyllodromica maculosa
Phyllodromica maculosa är en kackerlacksart som beskrevs av Bohn 1992. Phyllodromica maculosa ingår i släktet Phyllodromica och familjen småkackerlackor.
Artens utbredningsområde är Spanien. Inga underarter finns listade i Catalogue of Life.